# Giovanni Francesco Albani
Giovanni Francesco Albani (ur. 26 lutego 1720, Rzym  – zm. 15 września 1803, tamże) – włoski kapłan rzymskokatolicki, kardynał.

## Życiorys
Był synem księcia Soriano Carla Albaniego i Teresy Borromeo, a także prabratankiem papieża Klemensa XI (pontyfikat 1700-1721) oraz bratankiem kardynałów Annibale Albaniego (1682-1751) i Alessandro Albaniego (1692-1779).
Przeznaczony do stanu duchownego, został kolejno protonotariuszem apostolskim (1740), wikariuszem bazyliki S. Maria Maggiore (1742) oraz klerykiem Kamery Apostolskiej. Dzięki wstawiennictwu wuja, kardynała Annibale Albaniego, który był protektorem Polski w Kurii Rzymskiej, król Polski August III Sas rekomendował go do nominacji kardynalskiej.
Papież Benedykt XIV spełnił życzenie polskiego króla na konsystorzu 10 kwietnia 1747, mimo że zaledwie 27-letni Giovanni Francesco nie miał wówczas jeszcze żadnych święceń, a na dodatek dwóch jego wujów było już członkami Świętego Kolegium. W listopadzie 1747 młody kardynał przyjął święcenia subdiakonatu, a w marcu 1748 diakonatu. Święcenia kapłańskie przyjął dopiero w 1759, w związku z promocją z rangi kardynała diakona do rangi kardynała prezbitera. Został członkiem Kongregacji ds. Soboru Trydenckiego, Kongregacji ds. Obrzędów, Kongregacji ds. Egzaminowania Biskupów, Kongregacji Rozkrzewiania Wiary, Kongregacji ds. Immunitetów oraz Fabryki św. Piotra. Po śmierci wuja Annibale w 1751 został ostatnim w historii kardynałem protektorem Polski. Uczestniczył w konklawe 1758. Od 1778 był opatem komendatoryjnym bledzewskim.
W 1760 papież Klemens XIII mianował go kardynałem biskupem Sabiny i osobiście udzielił mu sakry biskupiej. W sporze dotyczącym zakonu jezuitów początkowo opowiadał się za spełnieniem żądań burbońskich dworów, domagających się kasaty zakonu, jednak już podczas konklawe 1769 zaliczany był do projezuickiego stronnictwa zelantów. Był przeciwnikiem wybranego w 1769 papieża Klemensa XIV, do tego stopnia, że odmówił asystowania papieżowi podczas ceremonii.
W marcu 1774 w wyniku śmierci kardynała Cavalchiniego Albani, z racji swego stażu kardynalskiego, objął funkcję dziekana Świętego Kolegium, co zwyczajowo wiązało się z objęciem diecezji Ostia e Velletri. Ponieważ jednak Klemens XIV wyłączył miasto Velletri spod świeckiej jurysdykcji kardynała biskupa, Albani pozostał przy swej dotychczasowej diecezji Porto e S. Rufina, którą otrzymał zaledwie rok wcześniej. Jako dziekan Świętego Kolegium, Albani przewodniczył konklawe 1774–1775 (na którym był jednym z przywódców zelantów) i udzielił sakry biskupiej nowemu papieżowi Piusowi VI. Ponieważ Pius VI odwołał rozporządzenia Klemensa XIV dotyczące Velletri, w grudniu 1775 Albani w końcu zgodził się, zgodnie z obyczajem, objąć diecezję Ostia e Velletri.
W 1789 Albani został członkiem komisji kardynalskiej, która potępiła deklarację czterech arcybiskupów niemieckich z Bad Ems z 25 sierpnia 1786 oraz tezy uchwalone na synodzie w Pistoi we wrześniu 1786. Po wybuchu rewolucji francuskiej wszedł w skład specjalnej kongregacji kardynalskiej ds. sytuacji Kościoła we Francji (1793). Objął także funkcje prefekta Kongregacji ds. Ceremoniału (1791) oraz archiprezbitera bazyliki Santa Maria Maggiore (1795).
Po inwazji francuskiej na Państwo Kościelne w 1798 uciekł najpierw do opactwa Casamari, następnie do Neapolu, a w końcu do Wenecji. Po śmierci Piusa VI w 1799, zgodnie z jego wydanymi jeszcze za życia dyspozycjami, zorganizował w Wenecji obrady konklawe 1799–1800. Nowy papież Pius VII mianował go jednym ze swych legatów z zadaniem przygotowania powrotu do Rzymu. Później uczestniczył jeszcze w negocjowaniu konkordatów z napoleońską Francją oraz Republiką Włoską.
W 1801 jego bratanek Giuseppe Albani (1750-1834) również został mianowany kardynałem.
Zmarł w Rzymie w wieku 83 lat. Pochowano go w bazylice S. Maria Maggiore.